# Integrované bezpečnostní centrum

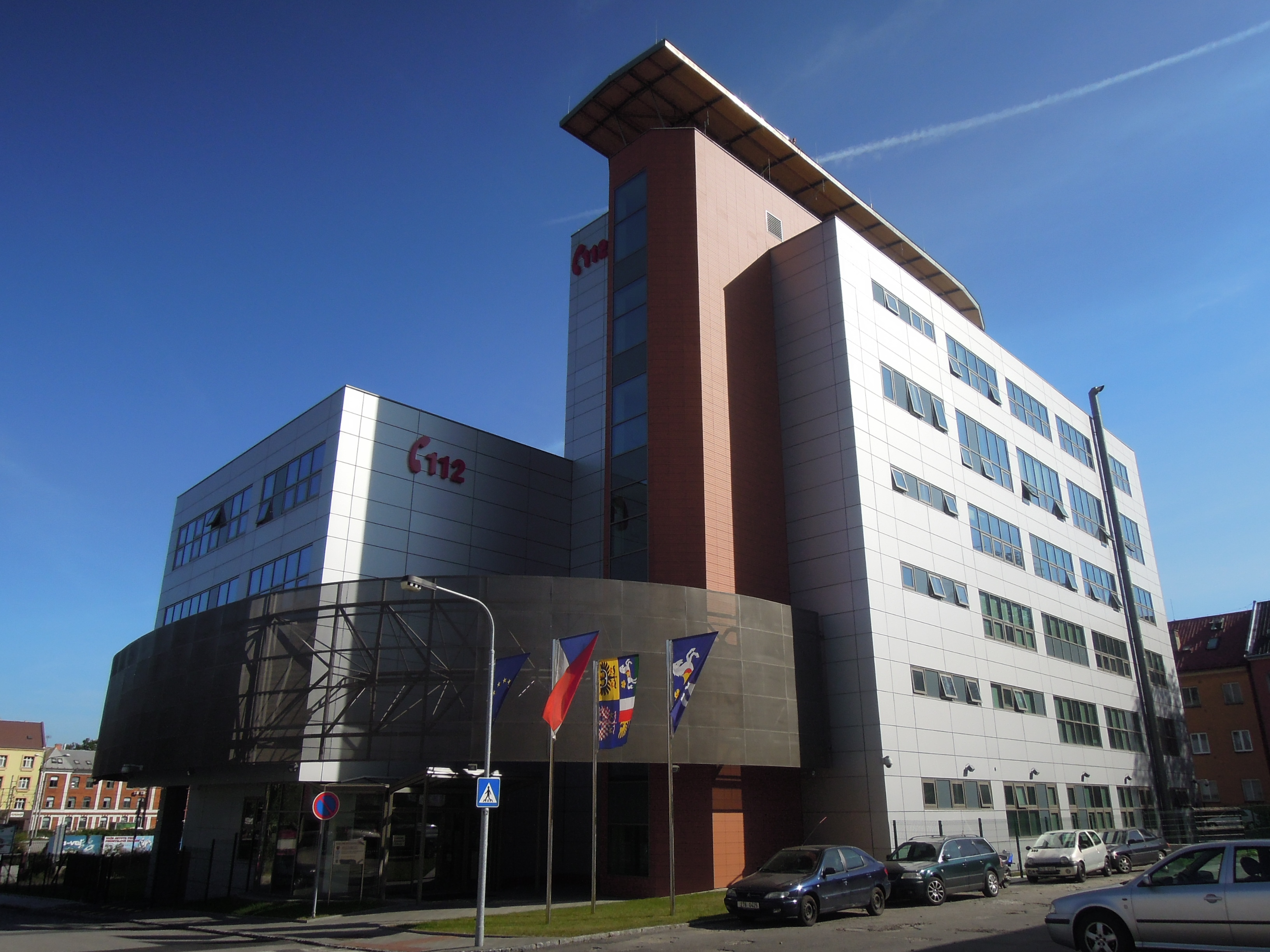
Integrované bezpečnostní centrum

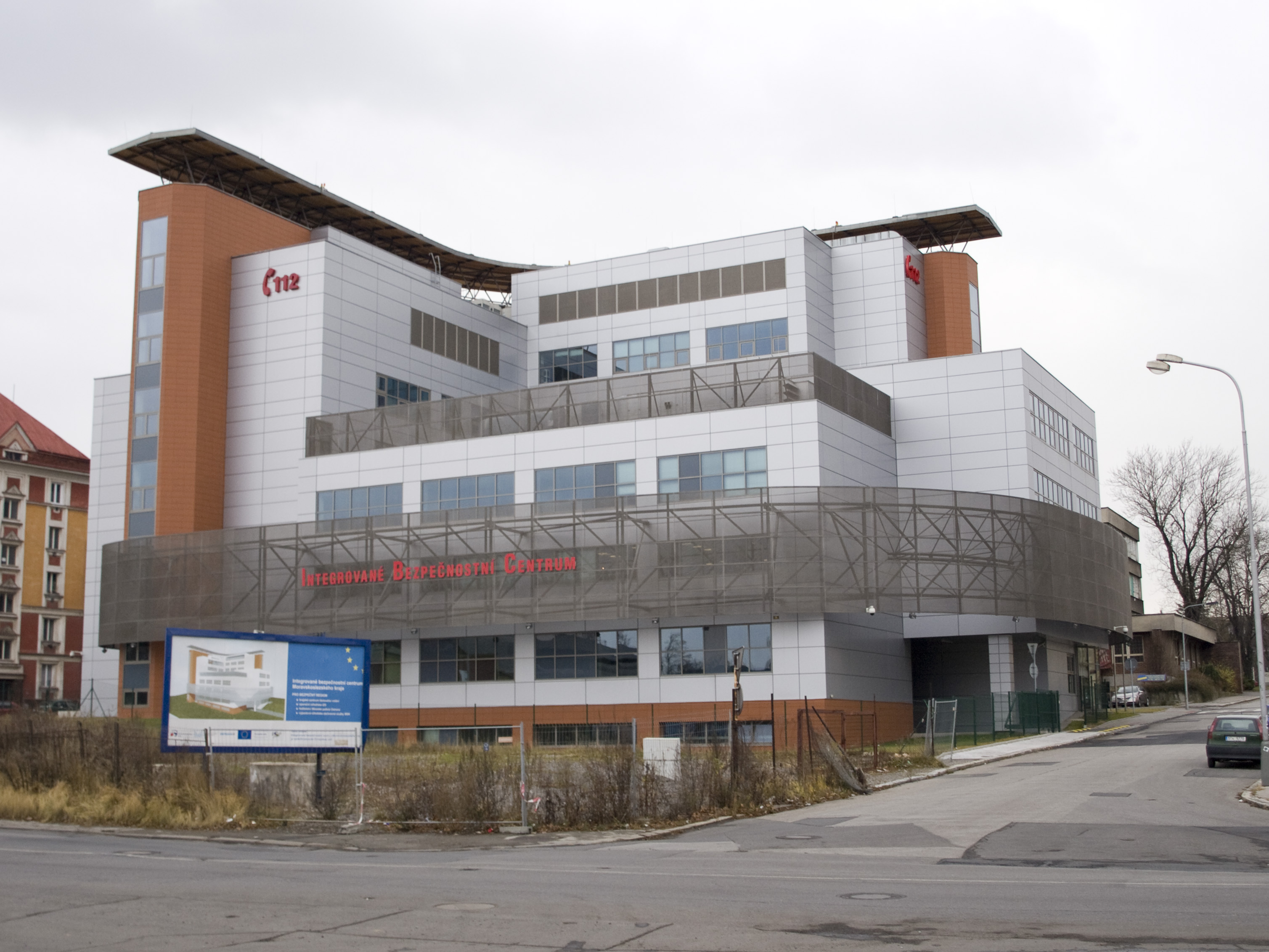
Integrované bezpečnostní centrum

Integrované bezpečnostní centrum (IBC), také Integrované bezpečnostní centrum Moravskoslezského kraje (IBC MSK), je krajské operační středisko Moravskoslezského kraje národních tísňových linek 150, 155, 156 a 158 a tísňové linky 112. Integrované bezpečnostní centrum zahájilo činnost v lednu 2011 a sloučilo činnost 15 oblastních dispečinků složek integrovaného záchranného systému v Moravskoslezském kraji. Integrované bezpečnostní centrum se nachází v městském obvodu Moravská Ostrava a Přívoz v Ostravě poblíž Městské nemocnice Ostrava.
Integrované bezpečnostní centrum je charakteristické jednotnou koordinací všech složek integrovaného záchranného systému na území Moravskoslezského kraje. Jedná se o jediné centrum v Česku, které přijímá a vyhodnocuje tísňové výzvy ze všech tísňových linek. Před spuštěním Integrovaného bezpečnostního centra byly složky integrovaného záchranného systému obsluhovány v oblasti Ostravy z Centra tísňového volání (CTV), které již fungovalo na principu obsluhy všech tísňových linek. Ostatní okresy však disponovaly samostatnými dispečinky pro obsluhu integrovaného záchranného systému. Otevřením Integrovaného bezpečnostního centra došlo ke zkvalitnění vyhodnocování tísňových výzev a efektivnějšímu využití všech posádek.
V současné době tak Integrované bezpečnostní centrum koordinuje činnost posádek Zdravotnické záchranné služby Moravskoslezského kraje, Hasičského záchranného sboru Moravskoslezského kraje, Policie České republiky a Městské policie Ostrava. V areálu Integrovaného bezpečnostního centra má své sídlo ředitelství Městské policie Ostrava a jsou zde umístěny výjezdové skupiny zdravotnické záchranné služby. K dispozici je 31 dispečerských pracovišť, osm je určeno pro Hasičský záchranný sbor Moravskoslezského kraje, 10 pracovišť je určeno pro Zdravotnickou záchrannou službu Moravskoslezského kraje a dalších 10 pro Policii České republiky a Městská policie Ostrava má k dispozici tři pracoviště. Celkové náklady na realizaci Integrovaného bezpečnostního centra činily 679 milionů korun, 92 % částky hradila Evropská unie a na zbytku částky se podílelo Ministerstvo vnitra České republiky, Moravskoslezský kraj a Statutární město Ostrava.